# Mellanljusnan Laforsen-Korskrogen
Mellanljusnan Laforsen-Korskrogen este o arie protejată (arie specială de conservare — SAC, sit de importanță comunitară — SCI) din Suedia întinsă pe o suprafață de 475,5 ha, integral pe uscat.

## Localizare
Centrul sitului Mellanljusnan Laforsen-Korskrogen este situat la coordonatele 61°52′41″N 15°42′19″E / 61.8781°N 15.7054°E.

## Înființare
Situl Mellanljusnan Laforsen-Korskrogen a fost declarat sit de importanță comunitară în ianuarie 2002 pentru a proteja 3 specii de animale. Situl a fost protejat și ca arie specială de conservare în martie 2011.

## Biodiversitate
Situată în ecoregiunea boreală, aria protejată conține 1 habitat natural: Râuri naturale fino-scandinave.
La baza desemnării sitului se află mai multe specii protejate:
- mamifere (1): vidră de râu (Lutra lutra)
- nevertebrate (1): Margaritifera margaritifera
- pești (1): zglăvoacă (Cottus gobio)